# Nina Genke-Meller
Nina Henrichovna Genke ou Nina Henrichovna Genke-Meller ou Nina Henrichovna Henke ou Nina Henrichovna Henke-Meller (Russo: Нина Генке-Меллер, Нина Генке; 19 de abril  de 1893 – 25 de julho de 1954) foi uma artista de vanguarda russo-ucraniana (suprematista, futurista), designer e cenógrafa.

## Biografia
Nina Genke-Meller nasceu em Moscou, em 1893, durante os últimos anos do Império Russo. Filha de August-Henry Genke, de ascendência holandesa, e Nadiya Lvivna Tykhanova.
Ela completou sua formação primária em 1912 em Kiev tornando em seguida professora de história e língua russa. No ano seguinte é contratada como instrutora de história, geografia e desenho em uma escola para mulheres na vila de Skoptsi, dentro do distrito de Kiev. A região em que N. Genke trabalhava era de forte orientação oposicionista, o que mantinha a vigilância do governo local atenta. Como consequência do entendimento de que havia “uma distorção grosseira dos fatos históricos” durante as aulas de história, Nina Genke perde, em 1914, o direito de lecionar e sua fonte de renda, o que a faz buscar novas inserções profissionais.
Em Skoptsi, Genke é treinada em arte por Yevheniya Prybylska, chefe de um estúdio de arte no centro popular da vila. Junto com as funções pedagógicas realizadas por Prybylska, Nina começou a se envolver com a produção de tapetes e bordados. Por falta de uma educação formal, é nessas práticas que N. Genke se depara com os problemas de correlação entre forma e cor, sendo essa a base para a combinação das artes tradicionais e de vanguarda. Sua formação artística contou com a percepção dos materiais no seu entorno como fontes profundamente arquetípicas de valores estéticos, assim como fez uso de sofisticados modelos conceituais criado pelos artistas de vanguarda do seu entorno, que traziam a ideia suprematista de lidar com a vida como um “trabalho de arte total”. Genke e Prybylska passam então a realizar o papel de “protagonistas em conectar artesãos locais com personagens proeminentes do mundo artístico”, e em organizar exibições que estimulassem o interesse público a respeito das artes decorativas.
Ela também estudou com Aleksandra Ekster em seu estúdio, em Kiev, onde recebeu uma formação artística propriamente dita e tornou-se sua assistente, atendendo as demandas trazidas pelas fábricas têxteis de Moscou. Assim, ela rapidamente se torna apta a atender projetos de trajes, painéis e tecidos decorativos.
Em 1915, Nina Genke tornou-se diretora e artista responsável pelo Centro Popular da Vila de Verbivka,  fundado por Natalya Davydova. Lá, Genke, Davydova e Ekster facilitaram projetos conjuntos entre artistas de vanguarda e os Camponeses Futuristas, nome usado para se referir aos artistas populares que se associavam nessas parcerias. Seu objetivo era integrar as artes e dar suporte ao desenvolvimento de artistas populares através do incentivo ao uso de novos recursos. Para os vanguardistas, tal experiência possibilitou o envolvimento com a produção artesanal de bens de uso cotidiano. Entre 1915 e 1916 a cooperativa produziu bordados e tapetes baseados nos designs feito pelos grupo Supremus, tais como Kazimir Malevich, Nadezhda Udaltsova, Liubov Popova, Olga Rozanova, Ivan Puni, Ksenia Boguslavskaya e Ivan Kliun.
Nina Genke se muda então de Kiev para Moscou na época em que Verbivka e toda a região oeste da Ucrânia enfrentavam, em seu território, a Primeira Guerra Mundial. Lá ela passa a dar aula de desenho no colégio privado de Kriuger e trabalhou em conjunto com a artista Katria Vasylieva em um painel de largas proporções. Foi nesse período também que Genke deu assistência a Ekster em seus projetos cubista para a montagem de Tairov da peça de Innokenti Annenski “Famira Kifared”, no Teatro Kamernyi (1916). Em particular, ela foi responsável pela criação de croquis para tecidos, trajes e painéis da peça de Tairov.
Davydova, Ekster e Genke organizaram a Mostra de Arte Contemporânea do Sul da Rússia, na galeria Le Mercier (Lemerse), em Moscou. Nela foram expostos os projetos desenhados pelos suprematistas e materializados pelos artesão dos centros populares de Skoptsi e Verbivka.
Em 1917, uma segunda exposição de mesma natureza, novamente organizada por Genke e Davydova, aconteceu no salão de arte Mikhailova, em Moscou, compartilhando o espaço com outras exposições de artesanato suprematista. Lá, Genke também exibiu suas próprias composições.
No mesmo ano, dá-se início à Revolução Bolchevique, o que a matem em Moscou. Em 1918 retorna para Kiev,onde se aprofunda na cena artística da vanguarda ucraniana. Sendo ela a designer gráfica do grupo de teatro e artes plásticas do Centro popular de Kiev, Nina estava encarregada de pintar o trem de agitação (Agit-trem) junto com Kriuger-Prakhova, Zarytskyi, Rabychev, Tyshler e Kozyntsev. Ela também participou em projetos de jornais, revistas, slogans e posters. No estúdio de Aleksandra Ekster, Nina conhece Vadym Meller, seu futuro marido e já a época reconhecido pintor, cenógrafo e figurinista ucraniano. Contudo, é durante os trabalhos nos trens de agitação que os dois se aproximam.
Em 1919 o entusiasmo dos anos de poder soviético, estimulado pelo Agitprop, toma forma de festividades da revolução. Nina Genke, conjuntamente com outros artistas, participou ativamente nos projetos de decoração das ruas de Kiev, e, segundo descreve Klyment Red'ko: “Toda a [rua] Khreshchatyk foi decorada de cima a baixo for toldos, e toda a armada marchava sob um mar de cores”.
A partir de abril de 1919 ela se torna membro do Colégio de Artes e chefe da Sessão de Artes Aplicadas de Gubnarosvita (uma organização educacional da população local). Mesmo neste cargo, ela manteve sua supervisão em Verbivka e Skoptsi e criou para seus supervisionados o espaço da Casa dos Artistas Autodidatas. Em maio, ela organiza uma mostra dos mestres artesãos com participação de sua professora, Yevheniya Prybylska.
Em 1919, Genke se casa com Vadym Meller, passando a partir de então a assinar como Genke-Meller. Após seu casamento, Genke-Meller continuou sua vida profissional ativa em muitos campos, especialmente entre as artes decorativas e o design gráfico de materiais impressos e posters.
Entre 1920 e 1924 ela ensinou arte no Centro Estatal de estúdios totalmente ucranianos (All-Ukrainian State Center Studio), inspecionou organizações e escolas de arte e esteve no cargo de vice-chefe do conselho diretor de Belas Artes em Vserabys. Apesar do acúmulo de cargos, Genke-Meller manteve sua preferência pelas artes aplicadas. De 1922 a 1924 ela e sua irmã trabalharam em conjunto no estúdio de pintura em madeira da Cruz Vermelha ucraniana, formando o estúdio de arte As Irmãs Genke. Durante a exibição de artes aplicadas em Moscou, o estúdio das irmãs recebeu o mais alto prêmio.
No campo do design gráfico, Genke-Meller foi responsável pelo desenho da fonte usada no Museu de Lenin em Kiev, no início dos anos 20. Seu trabalho com tipografia a levaram a ter contato com os Futuristas Ucranianos, que valorizavam a tipografia enquanto uma forma de expressar que sintetizava forma e conteúdo. Ela se tornou responsável pela direção de arte da editora Panfuturista Hol’fstrom (Gulfstream), durante seu curto período de atividade.
Em 1924, Nina Genke-Meller contrai tifo, ocasionando a perda de seu primeiro filho. Como forma de se distanciar do episódio, ela se muda para Moscou, onde um cargo em um de seus museus lhe fora prometido. Enquanto aguardava pela concretização dessa vaga, Genke-Meller trabalhou, de 1924 a 1925, no departamento de propaganda no jornal Izvestiya. Sua temporada em Moscou teve fim quando V. Meller, acompanhado por Les Kurbas , proeminente diretor da vanguarda ucraniana, a pediram para retornar a Kiev imediatamente com eles, argumentando que o trabalho que eles estariam realizando não se limitavam ao âmbito pessoal, mas tinham um aspecto coletivo - ele seria para o bem da então recentemente fundado Teatro Berezil, de Kurbas. Sobre esse episódio, Nina Genke-Meller teria comentado, ao final de sua vida: “Poderia alguém recusar tamanha proposta quando dois belos homens imploram de joelhos?”.
A partir de seu retorno à Kiev, em 1925, Nina desiste de sua carreira artística, sem existir uma motivação clara sobre o que a levou a essa decisão. A partir de então, a artista passa a se limitar a trabalhos secundários e a contribuir indiretamente para os trabalhos de Vadym Meller.
Em 1926, a família Meller se mudaram para Carcóvia, onde Les’ Kurbas tinha grande projeção com a sua companhia de teatro, no teatro Berezil. Enquanto Vadym Meller projetava o estilo visual das peças e sua cenografia, Nina Genke-Meller fazia os ornamentos para os figurinos, mobiliários e demais peças. Contudo, suas contribuições não eram mencionadas nos créditos das peças que participava, o que estaria de acordo com o seu próprio desejo.
Em 1941 ela é evacuada da cidade junto com a companhia de teatro. Nos anos de guerra, artista chefiou os ateliês de figurino, de arte e de decoração do teatro. Participou também nas montagens das peças do Teatro Uzbek Drama, em Fergan.
Depois de 1944, Genke-Meller sai de seu trabalho no teatro e começa a trabalhar na Administração para Arquitetura, onde criava ornamentos e detalhes arquitetônicos para prédios.
Objetivando dar suporte financeiro para que seu marido pudesse ter estabilidade para criar, Nina Genke-Meller passa a ser a principal fonte de renda da família Meller.
Morreu em 1954, em Kiev, na República Socialista Soviética da Ucrânia.

## Trabalhos

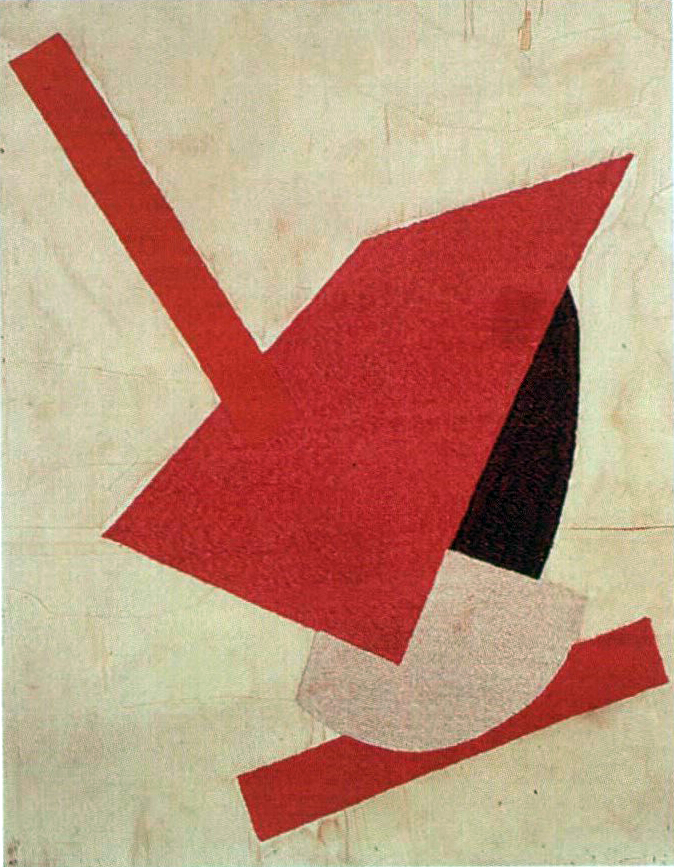
Composição suprematista de Nina Genke-Meller, 1915

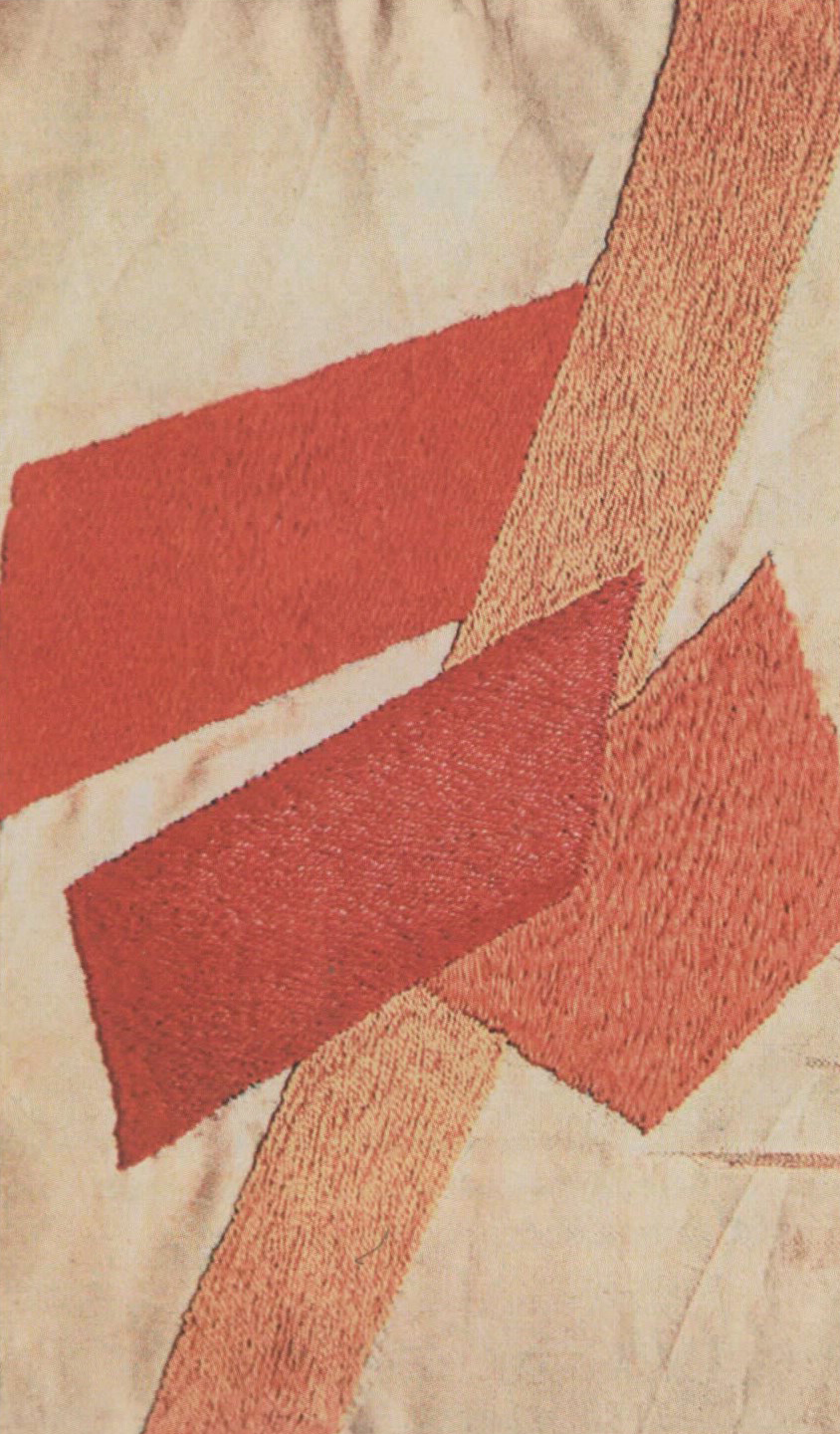
Composição suprematista de Nina Genke-Meller, 1915

### Colagens suprematistas
Apenas dois dos trabalhos suprematistas de Genke-Meller parecem ter suas reproduções coloridas preservadas, ambas datadas em 1916. Suas primeiras publicações foram feitas por Dmytro Hobachov em “Ukrains'kyi avanhard 1910-1930 rokiv”, tornando a aparecer, em melhor resolução, em Ukrainian Modernism, 1910-1930. Esses trabalhos revelam uma estética quase idêntica a de Malevich, apresentando formas geométricas retilíneas suspensas em tons de vermelho, dourado e branco pigmentado; uma das composições também é composta por dois setores circulares.
Diferentemente das composições de Malevich, em que os fundos eram geralmente brancos e lisos, Genke-Meller dispunha suas formas flutuando sobre fundos em textura semelhante ao linho. Sob análise atenta, ambos os trabalhos demonstram ser, não pinturas, mas colagens de tecidos bordados, material que remete aos trabalhos manuais do interior da Ucrânia.

### Projeto gráfico para a Coleção Panfuturista de Outubro
O trabalho seguinte de Genke-Meller se distanciou radicalmente das suas primeiras experiências suprematistas. É a capa para a Coleção Panfuturista de Outubro  (Zhovtnevyi zbirnyk panfuturystiv. Kiev: Hol'fshtrom, 1923), uma publicação escrita por oito poetas homens homenageando não apenas a Revolução de Outubro como também, como é posto por um dos poemas visuais publicado, celebrando o “sexto aniversário da libertação das nações”. Essa foi uma publicação oficial da Associação dos Panfuturistas, ou Aspanfut. Seu conteúdo consistia em poesias e slogans dispostos em cartazes, privilegiando no projeto o aspecto gráfico da palavra. Todo o projeto foi abertamente político e caracterizado por suas diagramação e tipografia inventivas. Pela perceptiva da publicação, o arranjo do texto, chamado de “montagem”, foi atribuído a dois Futuristas: Nik (Mykola) Bazhan, um jovem muito talentoso que veio a se tornar um dos maiores poetas Sovietes ucranianos até sofrer uma radical mudança de postura devido à pressão política, e Geo Shkurupii, mão direita de Semenko em seus feitos futuristas. Genke-Meller foi creditada pela capa. Ao realizar esse trabalho para os Futuristas, Nina estava, de certa maneira, trilhando o caminho necessário para que, anos depois, seu marido, Vadym Meller, se tornasse o designer responsável pelas primeiras edições do jornal futurista ucraniano, Nova generatsiia (Nova geração, 1927 - 1930)
A capa de Genke-Meller foi claramente baseada no estilo construtivista e/ou da Bauhaus, prefigurando alguns dos designs de livros realizados pelo artista ucraniano Vasyl’ Ermilov. Tal trabalho também refletia a alteração de orientação dada pelos Futuristas Ucranianos a seu próprio trabalho, que ao longo da década de 1920 se aproximavam cada vez mais das experiências feitas pelos Dada e os Expressionistas de Weimar, na Alemanha.
Genke-Meller usou na composição de sua capa apenas uma cor: vermelho vívido. Algumas de suas letras são largas e pesadas, outras são apenas o contorno, ocas. Tanto letras do alfabeto cirílico quanto latino são usadas. Essa decisão se apresenta como uma declaração direcionada aos Futuristas Ucranianos, que, no ano anterior, defendiam o abandono do cirílico, por considerá-lo um alfabeto antiquado, e adoção da escrita do ucraniano transliterado para o alfabeto latino. Algumas letras em cirílico foram altamente estilizadas (o “Z” e “K”, por exemplo, da palavra “Zbirnyk”, "Coleção"), e quase irreconhecíveis. As palavras em primeiro plano Coleção e Outubro criam um amplo e dinâmico xis. “Pan-futurists” (hifenizado e flexionado no genitivo plural) em conjunto com o ano “1923”, ocupam o plano de fundo. “Kiev”, o local de publicação, e “Golfstrom”, a editora, estão compiladas em letras pequenas, disposta discretamente do lado direito.
Há também uma quarta capa para essa coleção, que ecoava o conteúdo político no interior da publicação. Ela é dominada por letras pesadas e vermelhas formando a palavra “Rur”, referindo-se a região alemã do Ruhr, a época um assunto em evidência na União Soviética por sua ocupação pela Bélgica e França. Os dois grandes “P” em cirílico servem como colchetes, abrigando duas palavras menores (vsi na) que completava o slogan “Todos à Ruhr.”